# حزب ترقیخواه صرب
حزب ترقیخواه صرب یک حزب پوپولیست دست راستی در صربستان است که در سال ۲۰۰۸ از حزب بشدت دست راستی از حزب رادیکال صرب جدا شده و اولین رهبر آن تومیسلاو نیکولیچ بوده‌است. این حزب اکنون به رهبری تومیسلاو نیکولیچ، حزب حاکم بر این کشور است که ریاست جمهوری را در اختیار دارد. همچنین آنا برنابیچ، نخست‌وزیر صربستان، از اعضای این حزب است.